# Tourné-monté
Le tourné-monté est une technique de réalisation qui consiste à tourner tous les plans d'un film en continuité, dans l'ordre chronologique, c'est-à-dire dans le même ordre que celui qui sera présenté au spectateur et en ne réalisant qu'une seule prise de vues par plan, de sorte que le film n'ait pas besoin d'être monté ultérieurement. Littéralement, il est tourné « déjà monté ».
Historiquement, à partir de 1891, les premiers sujets de fiction ou de reportage utilisant le procédé de la photographie animée n'étaient pas montés. Le bobineau complet du tournage, après tirage de copies, était projeté. Sa durée était inférieure à une minute, et comprenait le plus généralement un unique plan. Le bout à bout exceptionnel de deux plans était une façon pour l’opérateur d’abréger ce plan lors du tournage. Ainsi, en 1896, pendant que l’opérateur tourne sa manivelle pour Barque en mer, un film de la société Lumière, il s’aperçoit qu’il ne va pas avoir assez de pellicule (limitée à 17 mètres) pour assister à l’accostage de la barque ralentie par les vagues. Aussitôt, il arrête de « mouliner » et ne reprend son tournage que lorsque la barque atteint la côte. Après le développement du négatif, les quelques images surexposées — générées par l’arrêt et le redémarrage — sont coupées et les deux tronçons du négatif sont soudées avec de l’acétone. Le film est alors exploité avec des copies d’une minute, où figurent ces deux plans. Ce film est précisément l’ancêtre du « tourné-monté »[réf. nécessaire].
Le premier montage est à peine plus tardif : en 1898, Scènes de la ruée vers l'or au Klondike, produit par l’Edison Manufacturing Company, est construit avec 5 plans qui se suivent, dont le but est de raconter un drame qui s’annonce dans cette région du Canada envahie par les chercheurs d’or qui ignorent encore la rudesse du climat alors que l’hiver approche. Cette fois, ce bout à bout est l’embryon du montage, que découvriront en 1899 les cinéastes britanniques de l’École de Brighton, et notamment George Albert Smith. L’école du « tourné-monté » ne veut pas ignorer le montage, mais promeut la spontanéité première d’une opération du type Barque en mer. 
Le « tourné-monté » perdure avec le cinéma puis avec la vidéo d’amateurs, en divers formats, y compris au début en format 35 mm. Les « films de famille » sont par essence des « tournés-montés », les bobineaux issus des caméras destinées aux amateurs dès 1922, sont tournés puis projetés en l’état, mis bout à bout pour être regroupés en fonction du sujet (« Mes vacances à Biarritz », « Le Mariage de Jeanne », « Voyage en Bretagne »). Les films en 9,5 mm, en 16 mm, en 8 mm, puis en Super 8 présentent parfois des intertitres, mais le plus souvent ils sont du pur « art brut », sans recherche de forme ou de rythme. Avec l’avènement de la vidéo, beaucoup moins onéreuse à minutage égal, cette tendance s’est accrue.
En fiction et en documentaire, il est d'usage de regrouper le tournage des scènes par décor et par axe : tous les plans qui se déroulent dans un même décor sont tournés les uns après les autres, en général du plan le plus large au plan le plus serré, et sont ensuite assemblés dans l'ordre chronologique lors du montage du film. Le documentaire procède d’une façon différente, le hasard de la découverte oblige à couvrir plus de scènes qu’il n’en sera nécessaire dans le sujet. Aussi, le choix des plans à inclure dans le montage, généralement rapportés en désordre du tournage, ne doit-il rien à la spontanéité. 